# Dieter Leder
Dieter Georg Leder (* 19. Februar 1942 in Augsburg; † 16. Juli 2023 in Berlin) war ein Konteradmiral der Deutschen Marine.

## Leben
Leder trat am 1. Oktober 1959 in die Bundeswehr ein und durchlief die Ausbildung zum Offizier. Er wechselte zur Offizierslaufbahn in der Crew X/65. Als Oberleutnant zur See war Leder von April 1973 bis September 1975 Kommandant des Minenjagdbootes Koblenz, welche anschließend bis zur Außerdienststellung Mitte Dezember des gleichen Jahres ohne Kommandant blieb.
Von Oktober 1985 bis Anfang September 1987 war er als Fregattenkapitän Kommandeur des 5. Minensuchgeschwaders in Olpenitz.
Als Kapitän zur See war er vom 21. Juni 1991 bis 25. Juli 1991 als Stellvertretender Kommandeur der Flottille der Minenstreitkräfte und zugleich WEU-Einsatzkoordinator und Verbandsführer bei der Operation Südflanke.
Ab 1992 war er Kommandeur der Lehrgruppe Seetaktik in Wilhelmshaven. Mit der Aufstellung im Januar 1995 wurde er Kommandeur des Marineabschnittskommandos Ost, welches er bis 1996 führte. Anschließend kam er in die USA zur NATO. 1999 wurde als Flottillenadmiral als Assistent Chief of Staff Operations Divisions bei SACLANT in Norfolk hier ACOS Strategy.
Am 28. März 2003 wurde er als Befehlshaber des Wehrbereichskommandos I „Küste“ (WBK I) in Kiel, welchen er ab Juli 2001 führte, durch Uwe Kahre abgelöst. Anschließend wurde er als Konteradmiral in den Ruhestand versetzt.
Am 1. September 2003 wurde er mit dem Verdienstkreuz am Bande ausgezeichnet.
Von Oktober 2004 bis Mai 2006 war er Vorsitzender der Marine-Offizier-Vereinigung. Als Stiftungsvorstand des Deutschen Marinemuseums übernahm er 2005 den ehemaligen Lenkwaffenzerstörer Mölders in den Museumsbestand.
Leder war verheiratet und hatte drei Töchter.

## Werke (Auswahl)
- Internationale Minenräumoperationen im Arabischen Golf. In: Peter Goebel (Hrsg.): Von Kambodscha bis Kosovo–Auslandseinsätze der Bundeswehr. Frankfurt am Main/Bonn 2000, S. 31–44.